# Sanford Meisner
Sanford Meisner, chiamato anche Sandy, (New York, 31 agosto 1905 – Sherman Oaks, 2 febbraio 1997), è stato un attore, insegnante e direttore artistico statunitense, noto per il suo metodo d'insegnamento della recitazione, tra i più stimati e utilizzati negli USA: The Meisner Technique.

## Biografia
Nato nel popolare quartiere di Brooklyn a New York, era il maggiore di quattro fratelli, figli di Hermann Meisner, un pellicciaio, e Bertha Knoepfler, entrambi immigrati ebrei provenienti dall'Ungheria.
Per migliorare la malferma salute del treenne Sandy, i genitori decisero di dimorare in montagna ma al fratello Jacob venne dato inavvertitamente da bere del latte non pastorizzato con la conseguenza che il piccolo si ammalerà di tubercolosi bovina e morirà due anni dopo. I genitori rinfacciarono la morte di Jacob a Sandy che ne avrà un pesante senso di colpa per tutta la vita
Frequentò la scuola isolandosi dai compagni, vivendo in un suo mondo fantastico e consolandosi suonando il pianoforte che studiò nell'Istituto di musica Damrosch per divenire concertista. Con l'avvento della grande depressione suo padre lo fece uscire dal conservatorio per aiutarlo nella gestione del negozio di famiglia a New York. Sandy più tardi dirà che l'unico modo per sopportare il trascorrere di quei giorni di lavoro era quello di figurarsi mentalmente suonare tutti i brani musicali che aveva studiato al conservatorio. Meisner affermò che questa esperienza gli aveva fatto sviluppare un acuto senso del suono e che, quando divenne insegnante di recitazione, per valutare meglio il lavoro dei suoi studenti, riproduceva quella situazione serrando gli occhi e stringendo la testa fra le mani.
A 19 anni Meisner ebbe la possibilità di realizzare il desiderio, che gli era nato da tempo, di diventare attore partecipando a un provino che gli procurò un ingaggio dal Guild Theatre come comparsa per l'opera They knew what they wanted. Ricevette poi una borsa di studio per studiare recitazione presso il Theatre Guild of Acting dove divenne amico di Harold Clurman e Lee Strasberg, uno dei più influenti teorici dell'interpretazione teatrale e padre del "Metodo", una tecnica derivata dalla teoria e dalla pratica di Konstantin Stanislavski.

## Il "Group Theatre"
Nel 1931 Clurman, Strasberg e Cheryl Crawford (1902–1986), anche lei membro del Theatre Guild, selezionarono un gruppo di attori, fra i quali Meisner, registi, drammaturghi seguaci delle teorie di Stanislavskij che formeranno il Group Theatre, una comunità teatrale che segnerà un profondo cambiamento nel teatro statunitense poiché si trattava non solo dello «...splendore della recitazione d'ensemble, che a mio parere non è più stata eguagliata in America; era l'atmosfera di unione che si creava tra gli attori e il pubblico. In quell'atmosfera sentivo avverarsi la promessa del teatro profetico, che associavo all'antica Grecia, in cui religione e credenza erano il cuore del dramma.»
Nel 1934 Stella Adler compì un viaggio a Parigi dove incontrò Stanislavskij; tornata negli Usa raccontò ai compagni che il Maestro era convinto che l'attore, per rendere emotivamente al meglio le vere emozioni del personaggio teatrale, invece di rifarsi alle proprie memorie passate, debba compiere una serie di esercizi fisici, così come insegnava Strasberg nel Group Theatre: teoria dell'affective memory che Meisner rifiuterà e lo porterà a lasciare il gruppo nel 1935.
Da quell'anno Meisner elaborerà i principi della recitazione valendosi anche della sua pratica di attore interpretando diversi ruoli nelle commedie di Clifford Odets.

## "The Meisner/Carville School of Acting"
Nel 1935 Sanford Meisner diviene direttore artistico del programma di recitazione della Neighborhood Playhouse di New York e prosegue a lavorare nel Group Theatre fino allo scioglimento avvenuto nel 1941 anno in cui sviluppa la Meisner Technique. Meisner nonostante la sua promettente carriera di attore anche nel cinema non smise mai la sua attività preferita di insegnante e nel 1983 assieme al suo compagno di sempre Jimmy Carville fondò la The Meisner/Carville School of Acting nell'isola caraibica di  Bequia (dal 1985 vi fu una sede anche a North Hollywood, in California) che sarà frequentata da attori provenienti da ogni paese del mondo.
Meisner tornò a New York nel 1962 e, benché fortemente impedito da disabilità fisiche, continuò a insegnare quasi sino alla fine della sua vita:
Sanford evitò sempre di ricorrere alla pubblicità per diffondere il suo metodo di recitazione e questo spiega la scarsa considerazione che ebbe in Europa, dove invece era noto il metodo Strasberg. Inoltre non lasciò niente di scritto pur autorizzando i suoi discepoli  a propagare il suo insegnamento.

## La tecnica Meisner
Sanford  Meisner elabora un metodo specifico per eliminare due aspetti fondamentali da lui individuati che inficiano l'interpretazione di un attore: il primo è che non ascoltano, il secondo è che sono troppo ripiegati su sé stessi.
L'esercizio base di questa tecnica è "The Repetition Exercise" che insegna ad ascoltare veramente e rispondere portando tutta la propria attenzione fuori di sé, sul proprio partner. Meisner è convinto che chi non si sa ascoltare, non  può recitare, non importa quanto talento possieda. "The Repetition Exercise" costringe a un contatto autentico.
Quando si è in contatto con una persona l'emozione sorge spontaneamente, senza sforzo. Questo esercizio equivale a quello eseguito alla sbarra per un danzatore, la base del suo allenamento é partire da questo punto, mattone dopo mattone, la tecnica Meisner sviluppa gli elementi necessari per costruire una situazione drammatica.
Si passa quindi da esercizi di improvvisazione, al lavoro sulle scene, fino alla messa in opera di un dramma. Il punto di partenza è la  capacità dell'attore di essere presente, agire e reagire, momento per momento, per arrivare a «vivere veramente nelle circostanze immaginarie» dell'opera.